# 瓦伦丁·尤达什金

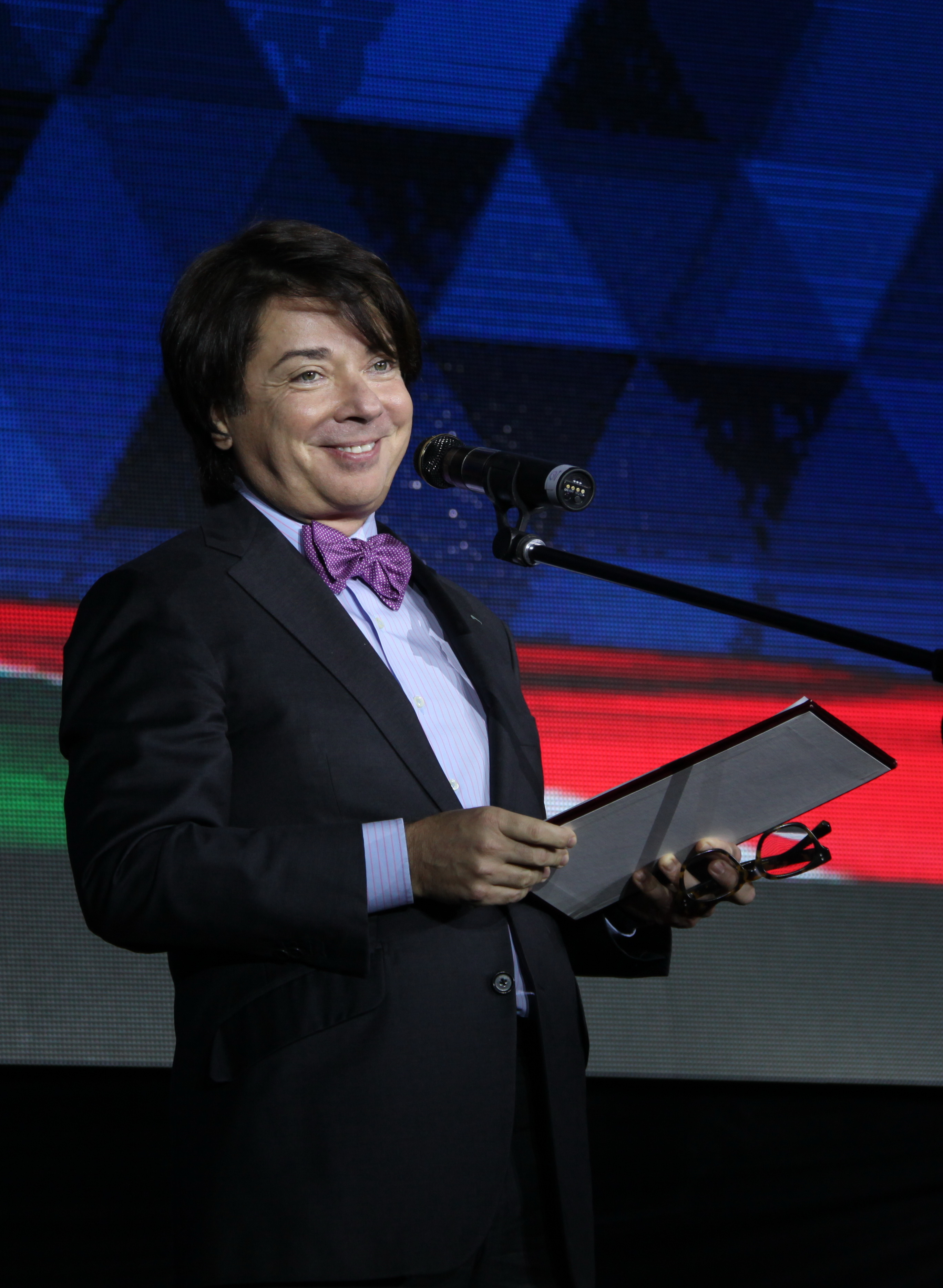

瓦伦丁·阿布拉莫维奇·尤达什金（俄语：Валентин Абрамович Юдашкин，羅馬化：Valentin Abramovich Yudashkin，1963年10月14日—2023年5月2日），俄罗斯时装设计师。
2023年5月2日死於腎癌，享年59歲。

## 职业

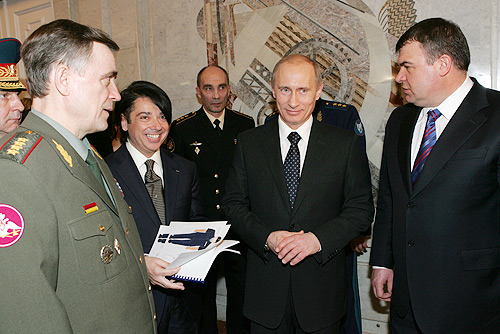
2008年1月28日，尤达什金与弗拉基米尔·普京会面。

尤达什金出生于莫斯科州，在1980年代成名，曾经为赖莎·马克西莫芙娜·戈尔巴乔娃打扮。他被认为是第一位将当代俄罗斯风格带入国际时尚界的后苏联设计师，以华丽的戏剧性和可穿戴的风格让评论家赞叹不已。
他的设计曾在巴黎的时装与纺织博物馆、洛杉矶的加州时装博物馆、纽约的大都会博物馆和莫斯科的国家历史博物馆等博物馆展出。 2010年，他参与设计了俄罗斯的军装，创造了85种设计来装扮俄罗斯武装部队的所有部门。